# Reichsbund Volkstum und Heimat

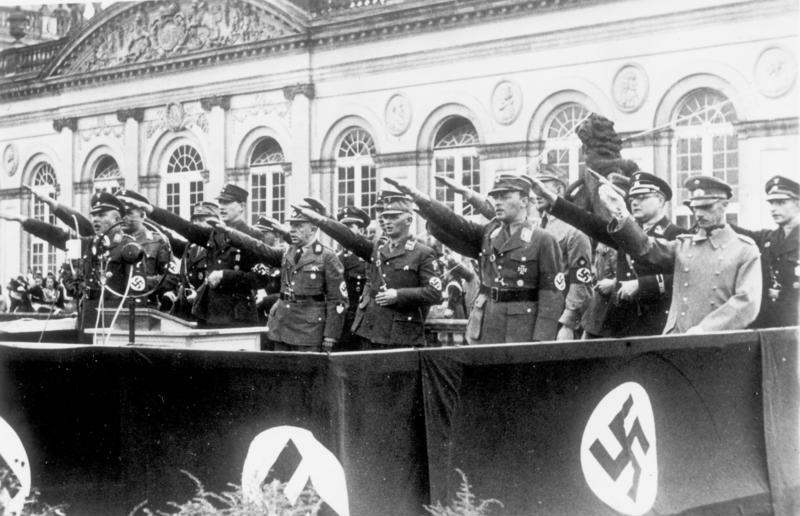
Reichstreffen des Reichsbundes Volkstum und Heimat 1933 in Kassel. Unter den Hitlergruß erbietenden Gästen sind Philipp Prinz von Hessen (1.R.2.v.r.) und Generalleutnant Wilhelm Ritter von Leeb (1.R.1.v.r.), Aufnahme aus dem Bundesarchiv

Der Reichsbund Volkstum und Heimat wurde im Jahr 1933 von Werner Haverbeck gegründet. Die Aufgaben der Organisation wurden in einer parteiamtlichen Bekanntmachung vom 27. Juli 1933 veröffentlicht. Ziel war es, die Verbände auf dem Gebiet der Volkstums- und Heimatpflege gleichzuschalten.
Die Führung wurde Karl Alexander von Müller übertragen. Die organisatorischen Aufgaben und Herausgabe der Zeitschrift Volkstum und Heimat – Blätter für nationalsozialistische Volkstumsarbeit und Lebensgestaltung ab April 1934 übernahm Haverbeck.
Das erste Reichstreffen fand vom 5. bis 8. Oktober 1933 in Kassel statt.
Er wurde im Herbst 1934 aufgelöst.  Die NS-Kulturgemeinde führte eine Abteilung „Volkstum und Heimat“ ein und wurde Teil der Massenorganisation Kraft durch Freude.
Die Vogelschutzvereine wurde 1938 zwangsweise im Reichsbund für Vogelschutz zusammengelegt.